# TV Esporte Interativo
TV Esporte Interativo era un'emittente televisiva brasiliana lanciata il 20 gennaio 2007.
La programmazione di TV Esporte Interativo ha avuto inizio con il match di Premier League tra Chelsea e Liverpool.

## Programmi

### Calcio
TV Esporte Interativo trasmessa in esclusiva le seguenti competizioni:
- Bundesliga
- Primeira Liga
- Uefa Champions League
- Uefa Europa League
- Primera División (Argentina)
- Fa Cup
- FA Community Shield
- Coupe de France
- DFB-Pokal

### Beach Soccer
- FIFA Beach Soccer World Cup

### Football americano
- 2012 Pro Bowl
- Super Bowl XLVI

### Basket
- FIBA World Championship
- FIBA World Championship for Women
- FIBA Americas Championship
- FIBA Americas Championship for Women
- EuroBasket
- EuroBasket Women
- FIBA Under-19 World Championship
- FIBA Under-19 World Championship for Women

### Pallavolo
- Superliga maschile
- Superliga femminile
- World League
- World Grand Prix
- Coppa del Mondo

### Beach volley
- Swatch FIVB World Tour

### Handball
- World Men's Handball Championship
- World Women's Handball Championship

### Judo
- World Judo Championships

### Military World Games
- 2011 Military World Games

### MMA e Kickboxing
- Bellator Fighting Championship
- It's Showtime
- M-1 Global
- BAMMA
- Cage Rage
- Shooto Brasil
- Wako GP Brasil

### Wrestling
- WWE Raw
- WWE Smackdown

## Altri programmi
- Barça TV
- MUTV
- Rossonero
- Vasco Tv
- Tv Corinthias
- Zico na Área
- Jogando em Casa
- Entrando em Campo
- Via Esporte
- TM Brasil
- Zoação E.C